# Taxillus chinensis
Taxillus chinensis är en tvåhjärtbladig växtart som först beskrevs av Dc., och fick sitt nu gällande namn av Danser. Taxillus chinensis ingår i släktet Taxillus och familjen Loranthaceae. Inga underarter finns listade i Catalogue of Life.